# درويلة لاطئة
دِرْوِيلَة لاطئة نبات في جنس درويلة من الفصيلة الخمانية التي تزهر في الصيف، هي شجيرة معمرة توجد في جبال سموكي العظيمة وجبال الآبالاش الجنوبية.  يمكن العثور عليها في الأدغال الجنوبية ينمو على طول المنحدرات وضفاف الجداول والأراضي الحرجية المجاورة. إنه من الأنواع المهددة بالانقراض في ولاية تينيسي.
تطول عادةً من ثلاثة إلى خمسة أقدام وتتكاثر عن طريق الشكير و يتحمل الجفاف وتنمو تحت أشعة الشمس الكاملة والظل الجزئي.
تدعم وتجذب النحل الطنان والطيور الطنانة التي تساعد في تأبيرها.

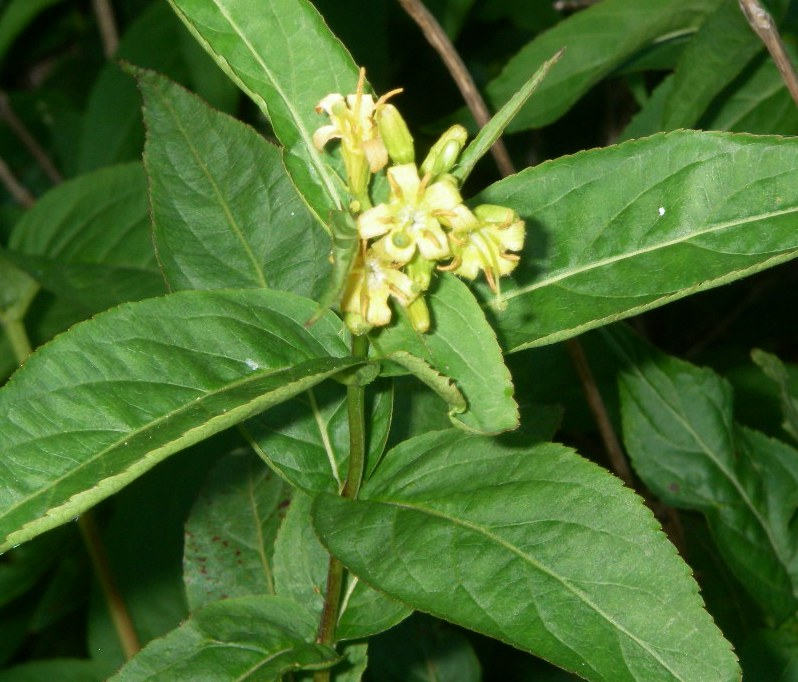
الزهرة